# Game Park
Game Park est le constructeur coréen de la GP32. Une entreprise dérivée de GamePark, GamePark Holdings, commercialise depuis 2005 la GP2X.

## Histoire

### Le commencement
C’est en 1996 que fut créée la société Game Park. À cette époque, les jeux vidéo en Corée du Sud se limitaient aux jeux sur ordinateur personnel. En effet, une loi datant de l’après Seconde Guerre mondiale interdisait l’importation de matériel électronique japonais. Les quelques clones de consoles existants (Saturn de Samsung, Nintendo 64 de Hyundai,…) ne représentaient qu’une faible part de marché dans le pays du tout PC avec l’Internet haut débit. Pour faire changer les choses, le gouvernement sud-coréen décida d’aider une entreprise innovante pour attaquer le quasi-monopole japonais. Ce fut Game Park qui remporta le concours. La petite société se retrouve donc avec une importante somme d’argent en main et se lance à fond dans la création de sa future console, la GP32.
Les années passent, le développement avance tout doucement. Un premier modèle est présenté en 2000 au Tokyo Game Show. La machine n’est pas très belle et les performances sont à peine supérieures à celles de la Game Boy Advance. Les jeux présentés sont laids et saccadés.

### 2001: sortie de la GP32
En juin 2001, lors de la création de GP32news.com, l'équipe avait été impressionnée par quelques jeux, l’annonce de la future distribution gratuite du SDK et surtout les possibilités Internet (surf et jeu en réseau). Mais il faut bien avouer que l’accueil des journalistes restait très mitigé. À part Pocket Magazine, personne ne s’y intéressait.
Août 2001, Game Park fait une annonce, le design de la console change ainsi que son hardware. Le processeur devient plus puissant, la RAM augmente  et la console sortira en novembre 2001.
La console sort finalement durant les derniers jours d’octobre (pour les préventes) puis en boutiques début novembre. Une importante campagne de publicité (presse et télévision) ne suffiront pas à imposer la console, principalement à cause de la mauvaise qualité de ses jeux (Tangle, jeu peu fameux dont les ventes mondiales n’ont pas dépassé les 300 exemplaires[réf. nécessaire]).
Rapidement, les annonces tombent : Game Park a acheté les droits de plusieurs jeux japonais : Street Fighter Zero 3, Rockman X 5, Breath of Fire 3, Guilty Gear, …
De toutes ces licences achetées, une seule sortira : Princess Maker 2, une simulation en japonais. Ce sera la première erreur de Game Park : acheter des jeux PlayStation à des coûts élevés et confier leur adaptation sur GP32 à des développeurs peu qualifiés dans le portage.
Cependant, les espoirs sont là. ASR, un superbe RPG, est sur le point de sortir et surtout, la GBA est interdite en Corée. Du moins jusqu’au premier janvier 2002.

### 2002: l'internationalisation?
Au printemps, les dirigeants font un voyage en France pour y rencontrer les dirigeants d’Infogrames/Atari. L’objet de cette visite concerne des discussions sur une probable sortie aux États-Unis de la GP32 sous la marque Atari. Le contrat porterait sur un million de consoles et des jeux faits par Atari et Eidos (Deus Ex, Tomb Raider,…). Game Park annonce également la sortie prochaine d’une module TV, d’un lecteur flash, l’arrivée du RF module (pour jouer à plusieurs sans câble),… Aux États-Unis, la GP32 est présentée à l’E3 où elle reçoit le surnom de mini Xbox de par ses capacités. Un lecteur DivX et du GPi sont annoncés, faisant de la GP32 une console et un pdaphone. Fin août a lieu l’ECTS à Londres, annonce d'une sortie en Europe (dans un premier temps en Angleterre) avant Noël.
Puis le temps passe et rien ne se passe. La sortie est sans cesse repoussée. Aucune news sur la sortie de la console ou de ses jeux. On notera cependant l’arrivée de MeGaGP (JoyGP), le site de téléchargement de jeux avec deux jeux non coréens : Super Plusha et Pinball Dreams. Les ventes ne semblent pas décoller et sur les sites de news coréens, on ne parle que de la GBA. À la même période a lieu l’ADIC 2002 (concours de développement amateur sur GP32) dont les premiers prix sont des kits de développement (trois en tout) et l’édition du vainqueur. Finalement, seul un kit a été donné et le vainqueur, Tie Break Tennis, qui a un temps été annoncé en boîte est finalement passé aux oubliettes.

### 2003: le blackout
La communauté grandissante de la GP32 commence à se lasser du manque de communication de la firme. Game Park ne répond plus à aucun courrier électronique, le site n’est plus mis à jour, les jeux ne sortent plus. Une occasion d’obtenir un grand développeur est perdue. Team 17 était prêt à adapter la plupart de ses jeux sur GP32 gratuitement (ils étaient prêts à se contenter des royalties). Tout ce que la boîte demandait était de GP32 pour faire ses tests (alors que les autres développeurs demandent généralement une aide financière) et Game Park a refusé, ils ne connaissaient pas Team 17.
Début juillet 2003, sur une initiative personnelle (et des fonds principalement personnels), GP32news.com prend un stand au Japan Expo en France pour présenter la console. Game Park refusera d'aider le site lors de ce salon, qui leur proposait pour un coût très faible une grosse campagne de pub.
Durant l’été, le nom du distributeur européen de la console est dévoilé. Il s’agit de Mitsui, compagnie japonaise connue pour ses lecteurs CD pour PC. Fin août eu lieu en Allemagne, à Leipzig, le Games Convention. La sortie européenne est annoncée pour novembre 2003, et une grosse sortie avec campagne de pub partout (sauf à la télé) pour mai 2004. Apparemment, de nombreuses compagnies sont contactées pour revendre la console et les premiers éditeurs sont contactés.
Courant octobre, Mitsui fait une annonce : le contrat avec Game Park est rompu pour cause de mauvaise situation financière chez le petit coréen. Il n’en faudra pas plus pour assassiner le fabricant. Sur Internet, de nombreuses personnes se plaignent de Game Park.  Bien qu’étant mauvaise, la situation financière de Game Park était parfaitement connue de Mitsui. Et la dette de Game Park ne représentait qu’une goutte d’eau pour Mitsui qui, au contraire, aurait eu tout intérêt à racheter le coréen. En fait, Mitsui a signé un contrat avec une autre société : Sony. C’est Mitsui qui sera chargée de la distribution européenne de la PlayStation Portable. Contrat bien plus juteux et surtout beaucoup plus avantageux que celui de la GP32. Par contre, pourquoi avoir donné une telle raison, cela reste un mystère. Probablement pour être certain de tuer un concurrent. Le pire, c’est que Game Park n’apprendra la nouvelle que quelques jours plus tard, sur le site de liksang…
Aujourd’hui, c’est Virgin Play, une société espagnole, qui reprend la distribution européenne (en Espagne, Portugal et Italie seulement). La sortie devrait avoir lieu en mai/juin avec seulement 5000 exemplaires mis en vente (plus si la console se vend bien).
Un distributeur pour la France avait été choisi. Ce dernier attend depuis plus de 3 mois son contrat ! Les erreurs du passé semblent se reproduire.
La situation actuelle de Game Park est assez catastrophique. Ses erreurs internes (absence de communication, achats inutiles de licences, pertes de contrat (de leur faute (Atari) ou non (Mitsui))…) leur ont causé énormément de torts. L’arrivée prochaine sur le sol européen de nouveaux concurrents (Zodiac, Nintendo DS, PlayStation Portable, Gizmondo) risque de leur porter un coup fatal.

### 2005: la scission
En 2005 la société Game Park se divise en deux. Quelques employés ont en effet quitté Game Park Inc pour organiser GamePark Holdings afin de lancer la GPx2 (nom provisoire à ce moment-là) prévue pour octobre 2006 et qui se présente plus comme un Baladeur numérique et une console portable dédiée à l'émulation. Game Park Inc quant à elle essaiera de lancer la XGP (eXtreme Game Player), accompagnée de deux autres versions (moins chères et moins puissantes) : la XGP mini et la XGP kids.

## GP32
La société sud-coréenne Game Park s'est fait vraiment connaître du public en sortant en novembre 2001 sa console portative, la GP32 (Game Park 32).
Cette machine surpuissante à l'époque se caractérise par l'ouverture au développement amateur, facilité par l'utilisation d'un support de stockage standard (la carte SmartMedia, utilisée par les appareils photos numériques) et la connexion à un PC via un câble USB fourni avec la machine.
Au grand regret des amateurs de cette console, Game Park s'est montré peu inspiré dans ses choix commerciaux (refus de partenariats avec Sega ou Team 17, licences Capcom achetées à prix d'or et inutilisées), ce qui a nui au succès de la GP32.
La console a été améliorée avec le temps, et la dernière version (BLU) possède un écran rétro-éclairé de grande qualité.

## 2012
Game Park annonce sa fin, il montre du doigt les smartphones comme responsables de la baisse des ventes de ses consoles, cependant il dit assurer le SAV pour les caanoo.
Plus tard, le site officiel des applications de la caanoo et de la wiz fermera. Cependant les émulateurs et les jeux restent procurables grâce aux communautés indépendantes.